# Velika Raven
Velika Raven – wieś w Słowenii, w gminie Vojnik. W 2018 roku liczyła 34 mieszkańców.